# Copa de Arcesilao

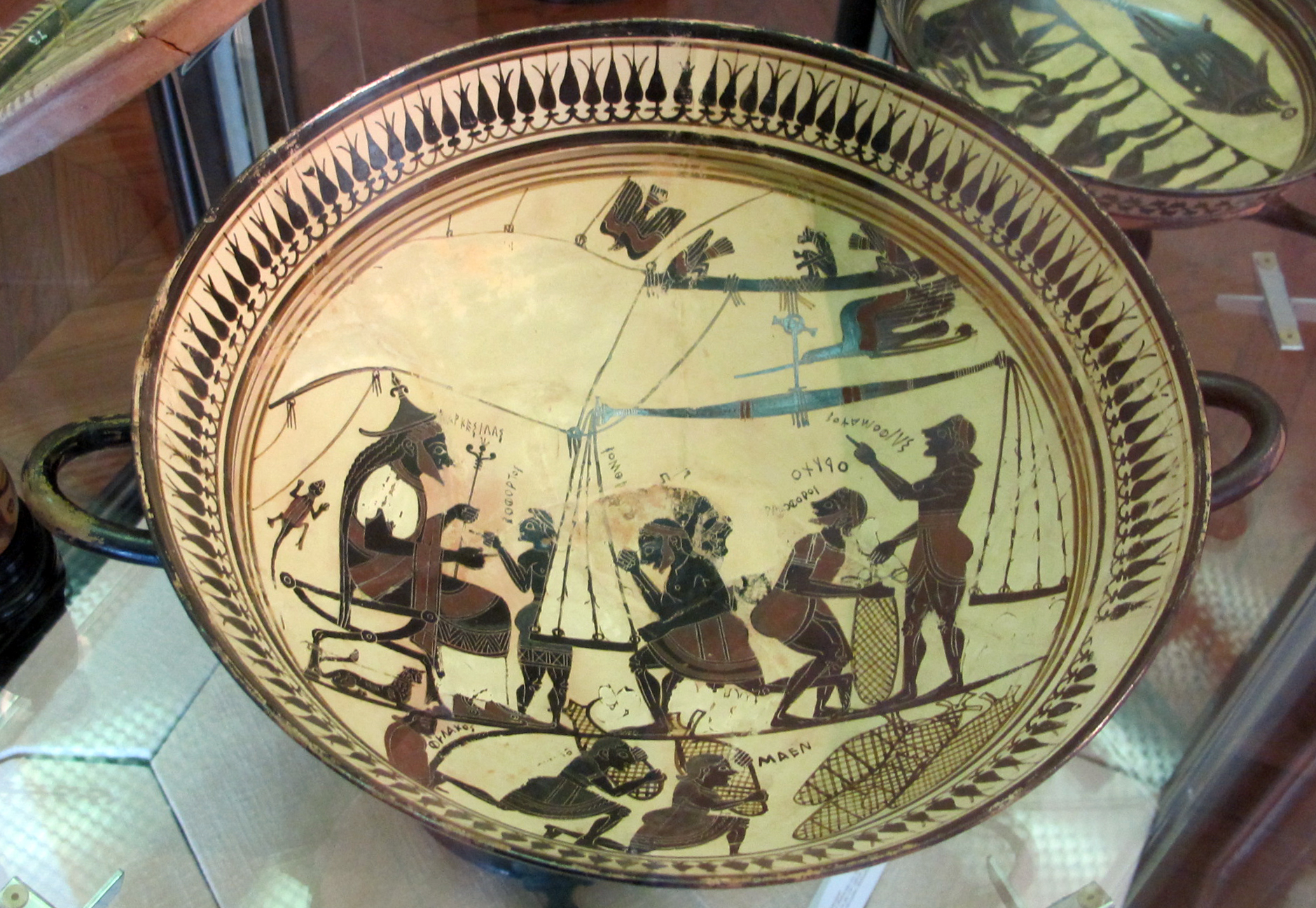
La Copa de Arcesilao.

La Copa de Arcesilao es un kílix producido por el ceramista laconio conocido como el Pintor de Arcesilao, cuyo nombre deriva de este kílix. La copa representa al rey Arcesilao II, rey de Cirene, y está datada entre el 565 y el 560 a. C. La copa fue encontrada en Vulci y está expuesta en el Cabinet des Médailles de la Bibliothèque nationale de France en París (número de inventario 189).
El rey es representado viendo a siete hombres empacando, pesando y almacenando bienes comerciales. Las inscripciones indican con más detalle sus actividades y el nombre del rey. No está claro qué producto o productos están cargando; algunos estudiosos sugieren que es el silfio, una planta rara de la que Cirene tenía el monopolio, y el cuidadoso control del rey parece dar crédito a esta hipótesis. Varios animales africanos hacen hincapié en el entorno africano de la representación.
En estilo y motivo, esta pintura es única en el arte antiguo. Las imágenes que representan escenas tan conectadas con la vida laboral son muy raras, al igual que las que representan a Arcesilao II. Extremadamente importante para la historia de la tecnología es la representación de las escamas de las placas, ya que su uso y estructura están representados. También es importante que estas imágenes se produjeron en Laconia, lo que demuestra los estrechos vínculos entre Esparta y el norte de África; otro vaso del mismo pintor, que representa a la ninfa Cirene (patrona de Cirene) luchando con un león, fue encontrado en la isla de Samos, aliada de Esparta.